# Liga Regional Santafesina de Football 1911
La Liga regional santafesina de football 1911 fue la quinta edición del campeonato de fútbol en la ciudad de Santa Fe, y el primero de la Federación Santafesina de FootBall fundada el 3 de enero de ese mismo año.
Participaron 4 equipos y el campeón fue Argentine, que obtuvo su primer título de primera división.

### Tabla de posiciones final
| Pos. | Equipo    | Pts. | PJ | PG | PE | PP | GF | GC | Dif. |
| ---- | --------- | ---- | -- | -- | -- | -- | -- | -- | ---- |
| 1.º  | Argentine | 10   | 6  | 5  | 0  | 1  | 21 | 4  | 17   |
| 2.º  | Brown     | 5    | 4  | 2  | 1  | 1  | 8  | 8  | 0    |
| 3.º  | Unión     | 1    | 4  | 0  | 1  | 3  | 3  | 12 | −9   |
| 4.º  | Bolivar   | 0    | 2  | 0  | 0  | 2  | 0  | 8  | −8   |

### Resultados
| 1.° Rueda | 1ª fecha        | 2.° Rueda |
| 4-2       | Argentine-Brown | 1-2       |
| -         | Unión-Bolivar   | -         |

| 1.° Rueda | 2ª fecha          | 2.° Rueda |
| 0-4       | Bolivar-Argentine | 0-4       |
| 1-1       | Brown-Unión       | 3-2       |

| 1.° Rueda | 3ª fecha        | 2.° Rueda |
| -         | Brown-Bolivar   | -         |
| 3-0       | Argentine-Unión | 5-0       |